# 純愛 (日本電視劇)
《Innocent Love》（亦翻译为「爱无罪」）是一部於2008年10月20日起，由日本富士電視台於逢星期一21:00-21:54（日本時間）播出的電視連續劇，由堀北真希主演。首集加長至22:09。
本劇集於2009年11月7日起，逢星期六21:30至22:30，在香港無綫電視J2台播放，並將本劇譯名作《純愛》。

## 故事
故事主人公——秋山佳音（堀北真希飾）在年幼的時候，雙親便在一場火災中慘遭殺害、哥哥也被當作殺人的嫌疑犯而被逮捕。在此崎嶇的人生路上，她不但不向困難低頭，並開朗樂觀地生活著，其後深深地愛上了一個男人，是灰姑娘故事的現代版。

## 登場人物及演員

### 主要人物
- 秋山佳音（19）Destiny - 堀北真希（少女期：澤木ルカ）（香港配音：鄭麗麗）

1988年8月12日生。年幼時雙親在一場火災中慘遭殺害。唯一的親人哥哥因為懷疑殺害雙親而進了少年院。小時候因為被爸爸性侵犯未遂而留下了陰影。因為一直扛著殺人犯妹妹的名號，逼不得已下獨自去橫濱工作。在她第一次去殉也家中打掃就被殉也燦爛的笑容吸引住。
- 長崎殉也（28）Memory - 北川悠仁（柚子）（香港配音：梁偉德）

作曲家，偶爾到教堂彈奏聖歌的鋼琴家。原本要跟未婚妻聖花結婚的時候，發現聖花自殺。在聖花昏迷不醒的時候一直不離不棄的照顧她，直到他知道聖花心裡沒有他，他才知道最愛自己的是佳音。
- 櫻井美月（23）Jealousy - 香椎由宇（香港配音：張頌欣）

殉也童年的朋友，幼稚園的老師。從小就喜歡殉也，無奈殉也只把她當作妹妹看待，因此她很痛恨聖花。即使她忌妒心重，但她都會毫無保留的跟義道神父吐露心聲。
- 秋山耀司（24）Sacrifice - 福士誠治 （香港配音：伍博民）

佳音的哥哥。因為懷疑殺害雙親，而進了少年院。唯一知道長野事件真相的人。一直很喜歡佳音，處處保護和維護著妹妹。當他發現妹妹喜歡殉也時，曾經一度想要對殉也下手。
- 瀨川昴（28）Denial - 成宮寬貴（香港配音：陳廷軒）

殉也的大學好友，珠寶設計師，同性戀者。喜歡殉也，多年來他選擇把對殉也的感情放在心裡。因為不忍心殉也的一生被聖花毀掉的關係，所以就算自己不喜歡聖花，也要自願照顧聖花。
- 遠野聖花（28）Betrayal - 內田有紀（香港配音：林元春）

表面上雖然是殉也的未婚妻，但她從沒對殉也產生愛意，真正喜歡的是昴。因為殉也的求婚而深感困擾，因而服食過多安眠藥打算自殺逃避跟殉也結婚，變成植物人昏迷不醒。於第六集醒來。
- 池田次郎（43）Disclosure - 豐原功補（香港配音：翟耀輝）

雜誌『週刊時潮』編輯部的記者。一直深信著長野雙親殺害事件別有內情，所以一直不放棄要找到佳音跟耀司。即使最後發現了真相，但看到佳音幸福，所以不忍心把事件公諸於世。

### 其他人物
- 義道神父（53）- 內藤剛志（特別出演）（香港配音：朱子聰）

一直扮演著聆聽者的角色。即使殉也跟美月有說不出的煩惱和憂慮，但總會細心傾聽他們傾訴。
- 秋山誠太郎（當時46）- 平田滿

耀司、佳音的父親。公務員。 於2001年12月24日，在長野的自宅中，被人用利器殺害。
- 秋山順子（當時44）- 辻千春

耀司、佳音的母親。 於2001年12月24日，在長野的自宅中，被人用利器殺害。
- 藤堂恒 - 二階堂智（香港配音：招世亮）

長野的少年刑務所的刑務官。
- 東野普 - 中原丈雄

聖花的主醫師。
- 山本医師‐山本圭

長野的「山本醫院」（山本心療內科）的醫師。
- 卓夫‐淺利陽介

耀司工作的同事，曾經收留被通輯的耀司。

### 客串演出
- 河井由香里 - 須藤理彩

山梨的咖啡店「ふきのとう」的店主。
- 新庄 - 松澤一之

「ふきのとう」的客人。
- 岩田春江 - 宮崎美子
- 美代子 - 筒井真理子
- 荻野 - 山田親太朗
- 吉田 - 白井圭太

長野的少年刑務所的刑務官。
- ルリ子 - 八木優希

義道神父的教會聖歌隊。
- 勇 - 澁谷武尊

義道神父的教會聖歌隊。
- 島田智代 - 宮田早苗
- 松下保護司 - 淺野和之
- 野久保 - 春海四方
- 宮川店長 - 矢島健一
- ユキオ - 中村倫也
- 岩崎 - 有福正志
- 廣田幸惠‐兔本有紀

## 製作人員
- 劇本：淺野妙子
- 音樂：菅野祐悟、MAYUKO
- 操演：羽島博幸
- ファイティングコーディネーター：佐佐木修平
- スタントコーディネータ：釰持誠
- 刑務監修：坂本敏夫
- 醫療劇本監修：新村核、芦田洋
- 看護指導：淺野美智子
- 鋼琴指導：宮津まり子、荒井佑二、吉見梨奈
- 導演：加藤裕將（第1-2、5、8、10話）、松山博昭（第3-4、7、9話）、遠藤光貴（第6話）
- 輔助導演：森脇智延、田中亮
- 製作：中野利幸
- 輔助製作：大澤惠、戶倉多佳子
- 協力：NPO被害者加害者対話の会、ヤマハエレクトーンシティ渋谷、HOCA ハウス・オフィスクリーニング協会
- 制作：富士電視台電視劇製作中心

## 主題曲
- 宇多田光「Eternally -Drama Mix-」

## 播放日期、副題、收視率
| 集數       | 副題       | 副題                           | 播放日期       | 關東收視率 | 關西收視率 |
| 集數       | 日文       | 中文                           | 播放日期       | 關東收視率 | 關西收視率 |
| ---------- | ---------- | ------------------------------ | -------------- | ---------- | ---------- |
| 1          |            | 與殘酷的命運鬥爭…全新的我開始… | 2008年10月20日 | 16.9%      | 17.3%      |
| 2          |            | 衝擊的一夜                     | 2008年10月27日 | 13.3%      | 13.1%      |
| 3          |            | 被揭開的羈絆                   | 2008年11月03日 | 13.1%      | 14.7%      |
| 4          |            | 幸福的預兆                     | 2008年11月10日 | 11.7%      | 11.6%      |
| 5          |            | 救援的手                       | 2008年11月17日 | 11.7%      | 12.6%      |
| 6          |            | 加深的羈絆                     | 2008年11月24日 | 12.6%      |            |
| 7          |            | 開始活動                       | 2008年12月01日 | 13.4%      |            |
| 8          |            | 開始跑                         | 2008年12月08日 | 12.8%      |            |
| 9          |            | 最後的眼淚                     | 2008年12月15日 | 14.5%      | 14.5%      |
| 10         |            | 永遠                           | 2008年12月22日 | 15.1%      | 15.2%      |
| 平均收視率 | 平均收視率 | 平均收視率                     | 平均收視率     | 13.60%     | N/A        |

- 名古屋首回的收視率為18.2%

## 角色描繪
本劇登場的人物均有其命定之個性與設定。 
- 佳音 -「Destiny 命運 」
- 殉也 -「Memory 記憶 」
- 聖花 -「Betrayal 背叛 」
- 美月 -「Jealousy 嫉妒 」
- 昴   -「Denial 否認 」
- 耀司 -「Sacrifice 犧牲 」
- 池田 -「Disclosure 揭發 」

這些文字於片頭曲中出現（只有第1話與第10話『最終回』出現）。

## 衍生劇 《Innocent Rough》
富士電視台 On Demand上傳的短劇。
| 各話 | 上傳日         | 標題        |
| ---- | -------------- | ----------- |
| #1   | 2008年10月20日 | 蘑菇篇      |
| #2   | 2008年10月27日 | 蘑菇篇      |
| #3   | 2008年11月3日  | 蘑菇篇      |
| #4   | 2008年11月10日 | 佳音...!?篇 |
| #5   | 2008年11月17日 | 佳音...!?篇 |
| #6   | 2008年11月24日 | 佳音...!?篇 |
| #7   | 2008年12月1日  | 瓶子 缺少篇 |
| #8   | 2008年12月8日  | 瓶子 缺少篇 |
| #9   | 2008年12月15日 |             |
| #10  | 2008年12月22日 |             |
| #11  | DVD特典        |             |

## 外部連結
- 日本官方網站(CX) （日語）
- 香港官方網站(TVB) （页面存档备份，存于）（中文）

## 作品的變遷
| 日本 富士電視台 週一9時                  | 日本 富士電視台 週一9時                         | 日本 富士電視台 週一9時 |
| ---------------------------------------- | ----------------------------------------------- | ----------------------- |
|                                          | Innocent Love （2008.10.20 - 2008.12.22）       |                         |
| 太陽與海的教室 （2008.7.21 - 2008.9.22） | Voice～來自亡者的聲音 （2009.1.12 - 2009.3.23） |                         |

| 香港 無綫電視J2台 週六 21:30至22:30               | 香港 無綫電視J2台 週六 21:30至22:30  | 香港 無綫電視J2台 週六 21:30至22:30 |
| ------------------------------------------------- | ------------------------------------ | ----------------------------------- |
|                                                   | 純愛 （2009.11.7 - 2010.1.9）        |                                     |
| 交響情人夢之歐洲特別篇 （2009.10.3 - 2009.10.24） | 我的帥管家 （2010.1.16 - 2010.3.27） |                                     |